# Gynofobi
Gynofobi er den irrationelle frygt for kvinder, en form for socialfobi. Gynofobi er ikke at forveksle med misogyni, hadet til kvinder. Selv om nogle kan anvende betingelserne ombytteligt i forhold til det sociale, snarere end patologiske aspekt af negative holdninger til kvinder. 